# جف اندرسون
جف اندرسون (انگلیسی: Jeff Anderson؛ زادهٔ ۲۱ آوریل ۱۹۷۰) یک هنرپیشه، و کارگردان اهل ایالات متحده آمریکا است.

## فیلم‌شناسی
از فیلم‌ها یا برنامه‌های تلویزیونی که وی در آن نقش داشته است می‌توان به فروشنده‌ها، فروشنده‌ها، قسمت دوم، جی و باب ساکت پاتک می‌زنند، زمان دزدی و از شر شیطان نجاتمان ده اشاره کرد.